# Johann Friedrich Wilhelm Thym
Johann Friedrich Wilhelm Thym (* 6. September 1768 in Berlin; † 21. Mai 1803 ebenda) war ein deutscher reformierter Theologe und Pädagoge.

## Leben
Nachdem Thym seine theologischen Studien absolviert hatte und Kandidat am Berliner Dom geworden war, widmete er sich bei seinem Schwager Friedrich Gedike, der damals Direktor des Friedrichwerderschen Gymnasiums war, der Ausbildung zum Lehrer. In jene Zeit fällt sein 1795 erschienener „Versuch einer historisch-kritischen Darstellung der jüdischen Lehre von der Fortdauer nach dem Tode“. Dieses Werk erwarb sich durch die Gründlichkeit, womit er die Spuren jenes Dogmas im Alten Testament nachgewiesen hatte, große Anerkennung und machte sich damit in der literarischen Welt bekannt.
Bereits 1796 folgte er einem Ruf nach Halle (Saale). An dem dortigen reformierten Gymnasium wurde er Professor der Kirchengeschichte und der biblischen Altertümer. Die Trauer über den Tod seiner Gattin führte ihn bereits nach wenigen Jahren wieder in den Schoß seiner Familie nach Berlin zurück. Dort wurde er 1801 Professor der Pädagogik am Joachimsthalschen Gymnasium. Er fand eine zweite Lebensgefährtin und ihm wurde die Aussicht eröffnet, selbst eine Lehranstalt zu übernehmen. Aber es blieb ihm nur sehr kurze Zeit, da er an einem Nervenschlag starb.

## Wirken
Thym hatte schon früh einzelne theologische Abhandlungen, die er in Johann Gottfried Eichhorns Allgemeiner Bibliothek der biblischen Literatur und in Heinrich Philipp Konrad Henkes (1752–1809) Magazin für Religionsphilosophie mitgeteilt hatte, veröffentlicht. Dazu gehören eine Abhandlung über die Vernunftmäßigkeit der Schriftlehre von der Welterlösung und die Ideen zu einer historisch-kritischen Darstellung der jüdischen Lehre von dem Zustande nach dem Tode. Inhaltlich verwandt war sein 1795 herausgegebener Versuch einer historisch-kritischen Darstellung der jüdischen Lehre von der Fortdauer nach dem Tode. Durch seine verständliche Darstellung empfahlen sich die beiden Bände seiner historischen Entwicklung der Schicksale der christlichen Kirche und Religion. Dieses Werk, für gebildete Christen bestimmt, war in den Jahren 1800 bis 1801 gedruckt. Manche wahre und treffende Bemerkungen enthielt auch seine 1798 erschienene theologische Encyclopädie und Methodologie und ein historisch-kritisches Compendium der Homiletik, das er 1800 herausgab.

## Werke
- Versuch einer historisch-kritischen Darstellung der jüdischen Lehre von einer Fortdauer nach dem Tode, soweit sich die Spuren davon im alten Testamente finden. Berlin 1795
- Briefe, die Simplicität des Predigers betreffend. Halle 1798
- Theologische Encyclopädie und Methodologie. Halle 1798
- Historisch-kritisches Lehrbuch der Homiletik. Halle 1800
- Historische Entwicklung der Schicksale der christlichen Kirche und Religion, für gebildete Christen. Berlin 1801–1806, 2 Bde.